# Klara Baić
Klara Baić (Serbia, 1912 – 1994) è stata una donna serba che fu riconosciuta come giusta tra le nazioni da Yad Vashem per aver nascosto due bambini ebrei durante l'Olocausto, salvandoli dalla deportazione.

## Biografia
Il dentista Stevan Deneberg, la moglie Hilda e i due figli Mirko, 11 anni, e Paul, 8 anni, vivevano a Subotica, nel nord della Serbia, nella regione della Voivodina vicino al confine ungherese, zona che dall'aprile 1941 al marzo 1944 fu sotto il dominio degli ungheresi. La Germania nazista, per evitare che l'Ungheria trattasse con gli Alleati, occupò tutti i suoi territori e, con l'aiuto degli ungheresi stessi, iniziò a deportare gli ebrei nei campi di concentramento.
Il signor Deneberg fu deportato nei campi di lavoro e non tornò più, mentre Hilda e i suoi due figli furono internati nel ghetto di Subotica, da dove partivano in continuazione dei trasporti in direzione del campo di concentramento di Auschwitz. Il 16 giugno 1944, giorno della liquidazione del ghetto, il fratello della signora Deneberg, esentato dalla deportazione perché sposato con una donna serba e in possesso di un certificato di battesimo falso, entrò nel ghetto e, con l'aiuto della domestica di sua madre, fece uscire clandestinamente Mirko e Paul. Fu difficile trovare un luogo sicuro in cui nasconderli, soprattutto perché molti, in cambio del loro aiuto, chiedevano cifre esorbitanti che lo zio non poteva permettersi. Alla fine chiese aiuto ad un prete, che lui sapeva essere in contatto con dei partigiani, il quale gli raccomandò la figura di Klara Baić, una donna pia cristiana e madre single di Margica, 12 anni. Mirko in seguito ricordò che "Klara condivideva tutto con noi e fece di tutto per salvarci", e che accettò di nasconderli nonostante le dure punizioni che avrebbe subito se fosse stata scoperta. Klara preparò un nascondiglio nel cortile del suo vicino, nel caso in cui si verificasse un improvviso raid dei nazisti. All'inizio di settembre si trasferì, insieme a sua figlia e ai ragazzi, nella casa di una sua parente, dove rimasero fino alla liberazione della zona nell'ottobre 1944. Dopo la guerra, Hilda Deneberg, che era sopravvissuta ad Auschwitz ed era tornata a Subotica, si trasferì negli Stati Uniti d'America con il figlio Mirko (che in seguito divenne Michael Danber), mentre Paul andò in Svezia.
Klara Baić morì nel 1994. Il 18 febbraio 2007 Yad Vashem la riconobbe ufficialmente come giusta tra le nazioni per il suo atto di eroismo.